# Corso Giuseppe Garibaldi (Reggio Calabria)
Corso Giuseppe Garibaldi, chiamato semplicemente il corso, è la principale arteria del centro storico di Reggio Calabria che collega il versante nord della città, che si stacca da piazza De Nava, ai quartieri meridionali, introdotti da piazza Garibaldi. Da corso Garibaldi si diramano poi numerose vie che lo intersecano perpendicolarmente e conducono verso il mare. L'intera arteria, per sua gran parte pedonalizzata, misura oltre due chilometri e riveste una notevole importanza economico-commerciale per la presenza dei negozi più esclusivi della città.

## Storia

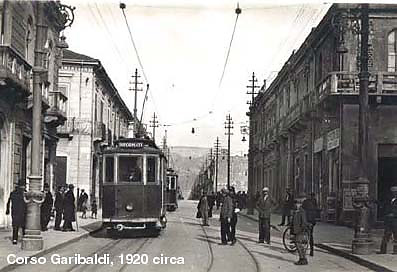
il corso con il Tram negli anni '20

La via ha origine dopo il sisma del 1783 quando il Governo borbonico attuò un generale piano di ricostruzione basato sui modelli illuministici, il che impose per la ricostruzione della città un sistema di strade a scacchiera cancellando così l'antica struttura urbana medioevale. Dalla demolizione dell'antica cinta muraria si creò l'asse viario del corso Garibaldi, chiamato allora corso Borbonico, lastricato con la pietra bianca di Macellari e costeggiato dalla perfezione architettonica dei palazzi signorili e dalle ampie piazze. Nell'agosto del 1861, dopo la conquista garibaldina della città, il corso venne rinominato “Corso Garibaldi”.
Dopo l'unità d'Italia la città fu dotata di importanti edifici pubblici e culturali che trovarono la loro naturale collocazione sul corso. La strada assunse sempre di più il ruolo di cuore pulsante della vita economica, culturale e politica della città. Il 28 dicembre 1908 il catastrofico terremoto della storia recente della città cancellò definitivamente le preesistenze monumentali che ne costituivano la memoria ed annullò, in gran parte, il patrimonio abitativo. L'attuale impianto urbanistico e architettonico della via nasce dal conseguente piano regolatore, redatto dall'ingegnere Pietro De Nava, che mantenne l'impianto urbanistico a scacchiera ma impose la costruzione di palazzi con elevazione non superiore ai due piani fuori terra e dotò la via di nuovi slarghi e piazze. A partire dal 1918, attraverso il corso si sviluppava il servizio della rete tranviaria della città che fu in esercizio fino al 1937, quando fu dismessa. Oggi la via conserva ancora la sua sistemazione originaria e, oggi come un tempo, i piani terreni degli edifici sono stati adibiti ad eleganti negozi e rinomati bar e ritrovi, che da sempre hanno contraddistinto questa strada..

## Palazzi storici, piazze e chiese

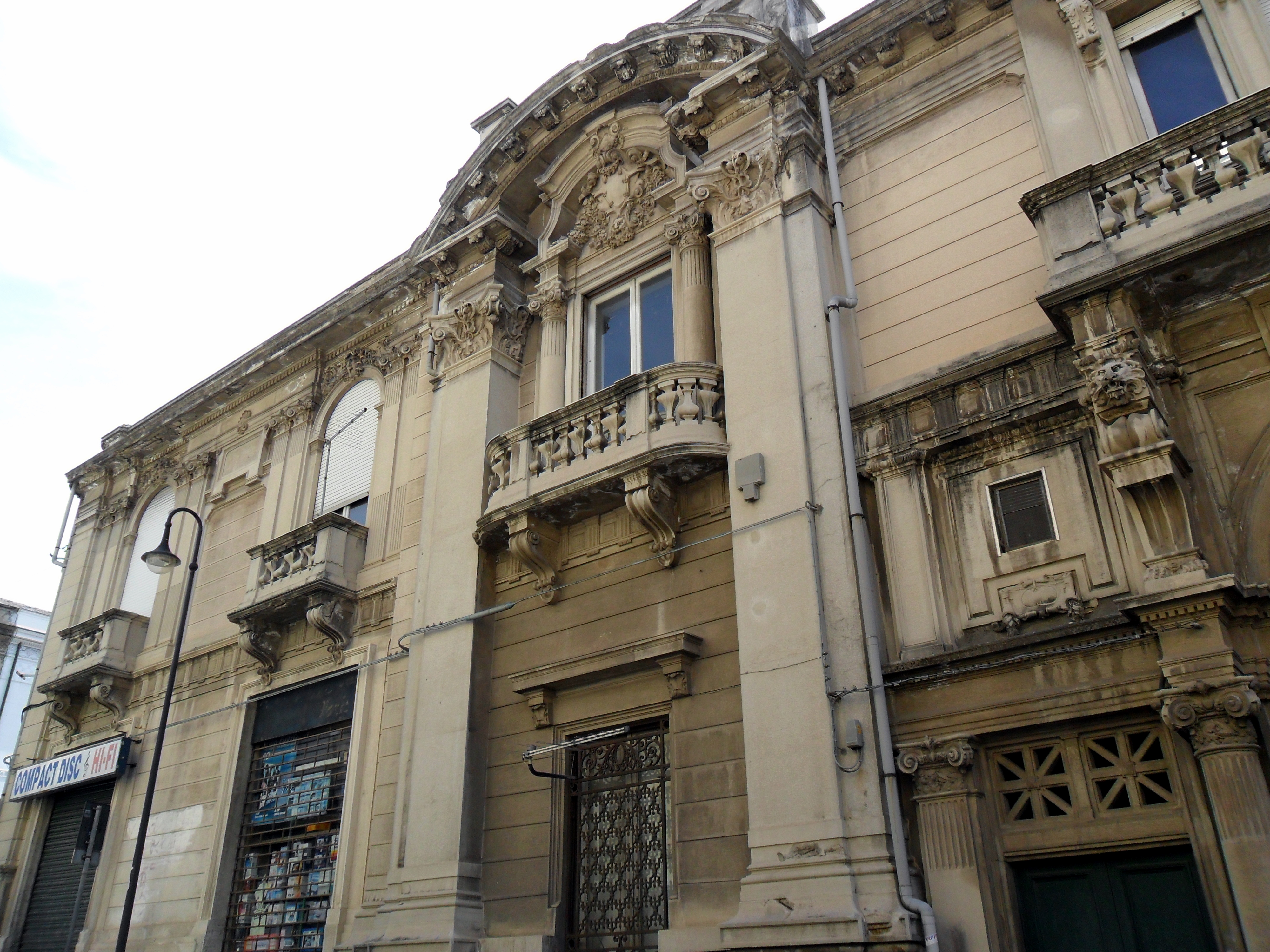
Particolare di palazzo Trapani-Lombardo sul corso

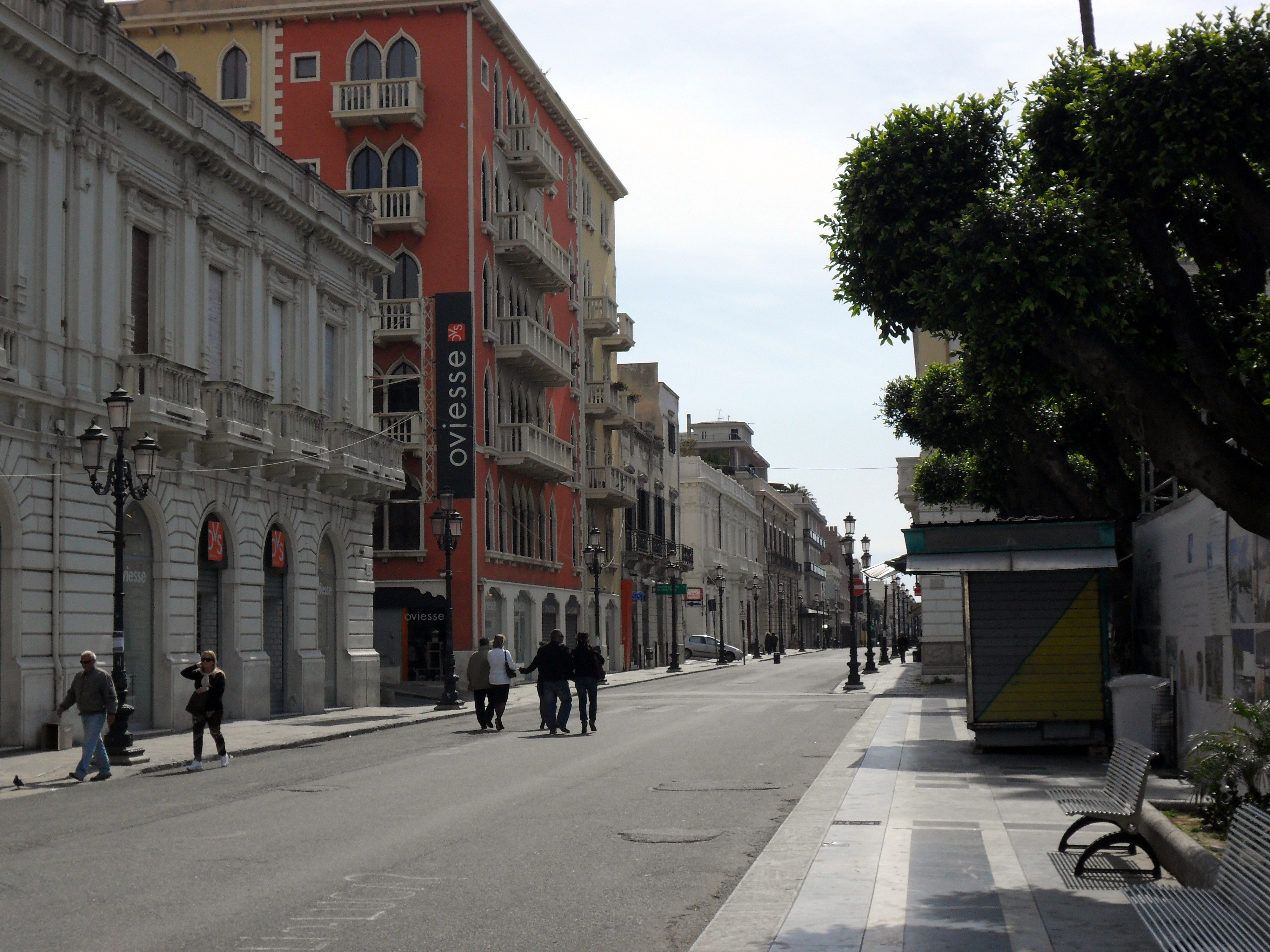
Palazzo in stile veneziano

Procedendo da nord verso sud si trovano:
- Piazza De Nava con il monumento a Giuseppe De Nava.
- Palazzo Corigliano, in stile liberty.
- La chiesa battista.
- La chiesa di San Giuseppe, chiesa originaria del 1598, distrutta più volte dai sismi; in stile gotico, custodisce alcune notevoli tele, una pregevole pala d'altare e luminarie in ferro battuto.
- Palazzo della Banca d'Italia.
- Palazzo Trapani-Lombardo.
- La chiesa di S. Giorgio al Corso, chiesa nota anche con il nome di Tempio della Vittoria, in stile neoclassico e dedicata al patrono della città, presenta sopra il portale una lunetta vitrea che raffigura S. Giorgio che uccide il drago. La chiesa è un esempio di architettura commemorativa e risente pesantemente del trionfalismo fascista di maniera. L'interno è magniloquente, poco luminoso e trasudante dolor patrio (si trova anche un libro con i nomi di tutti i caduti della provincia durante la prima guerra mondiale). Nel cortile, è conservato un involucro di bomba aerea, con incisione. Sullo slargo antistante si trova la Statua dell'Angelo Tutelare.
- Il palazzo Mazzitelli con prospetti permeati da canoni classici con influssi dell'architettura liberty.
- Il teatro Comunale, dedicato al massimo compositore calabrese Francesco Cilea. L'edificio ospita la pinacoteca civica e il Centro di Documentazione delle Arti Popolari Calabresi che espone numerosi e interessanti pezzi dell'artigianato rurale calabrese e oggetti della civiltà materiale, distribuiti in sezioni dedicate alla tessitura, alla ceramica, alla lavorazione del ferro battuto, del legno ecc.
- La Piazza Vittorio Emanuele II, nota più comunemente come piazza Italia, con al centro il Monumento all'Italia del 1868 di Rocco Larussa, in marmo di Carrara e gli scavi archeologici venuti alla luce nell'anno 2000 durante i lavori di riqualificazione. Sulla piazza affacciano palazzo Melissari-Musitano del 1912, il palazzo della Provincia, palazzo S. Giorgio (sede del Municipio) e il palazzo della Prefettura.
- Palazzo Nesci, l'unico edificio di corso Garibaldi che ha resistito al sisma del 1908 grazie alla sua struttura in muratura di pietra di elevato spessore e rinforzi in legno[3]; risalente agli inizi del XIX secolo, ha un imponente portale in pietra di stampo neoclassico e atrio interno.
- La piazzetta Camagna con la statua bronzea in suo onore.
- Lo storico palazzo Vitrioli, dove nacquero e vissero i componenti di una delle famiglie più in vista della città tra i quali l'umanista Diego Vitrioli e i pittori apprezzati Annunziato e Tommaso Vitrioli.
- Piazza Duomo con l'imponenete Cattedrale cittadina
- La Villa comunale Umberto I
- Piazza Garibaldi con la statua in suo onore che volge le spalle alla Stazione centrale della città.

## Galleria d'immagini

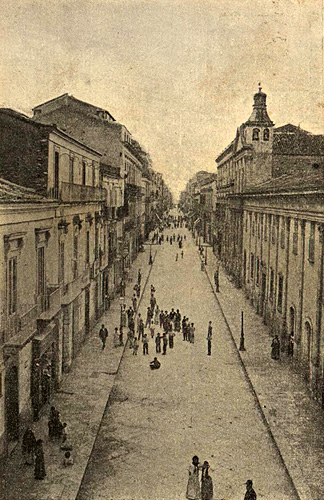
L'antico corso
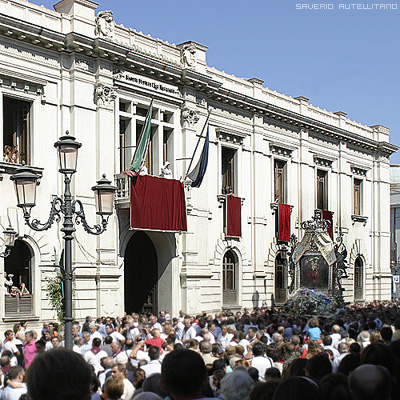
Processione di Festa Madonna sul corso. (Gentile concessione)
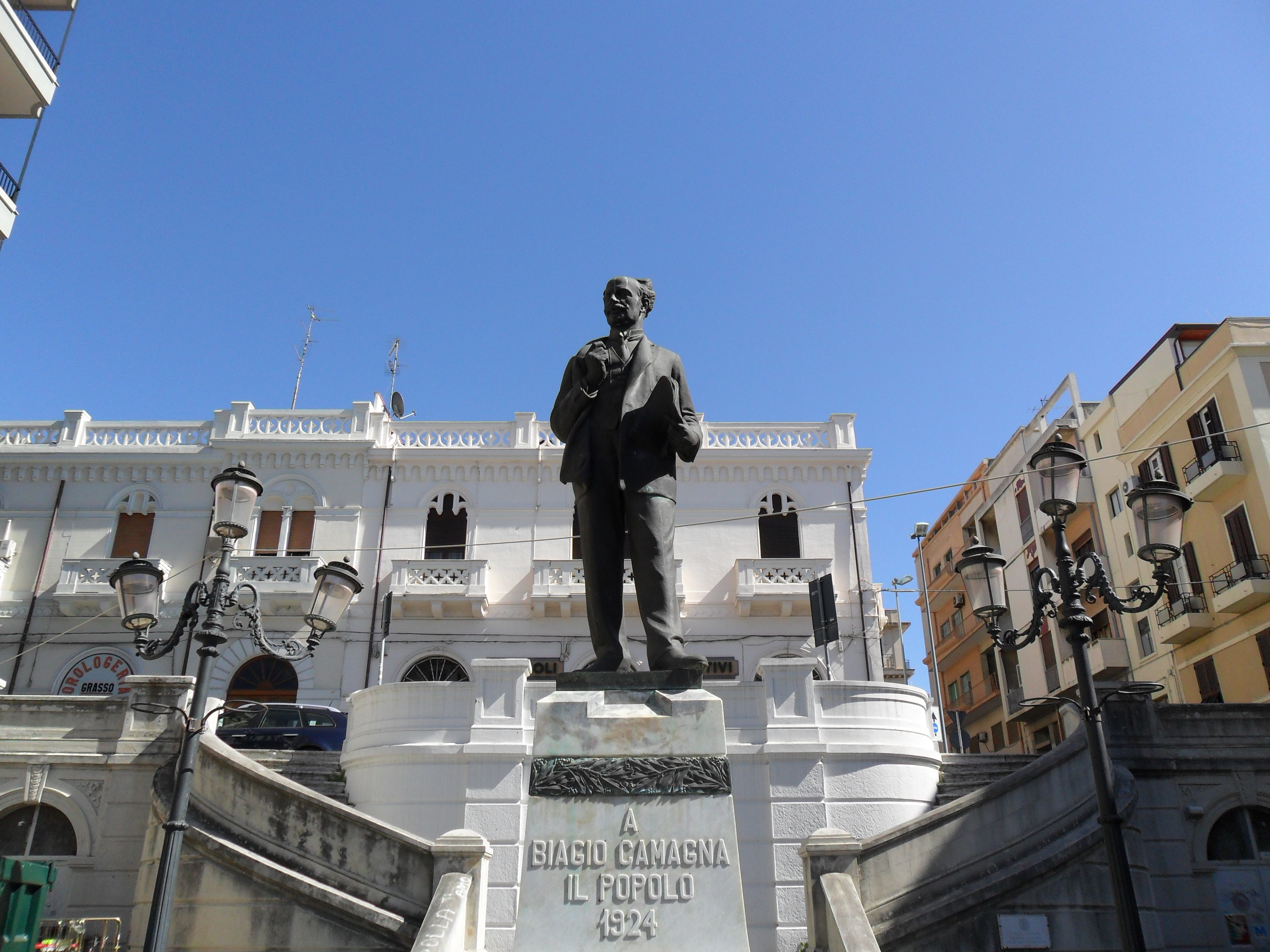
Il monumento a Camagna nell'omonima piazza
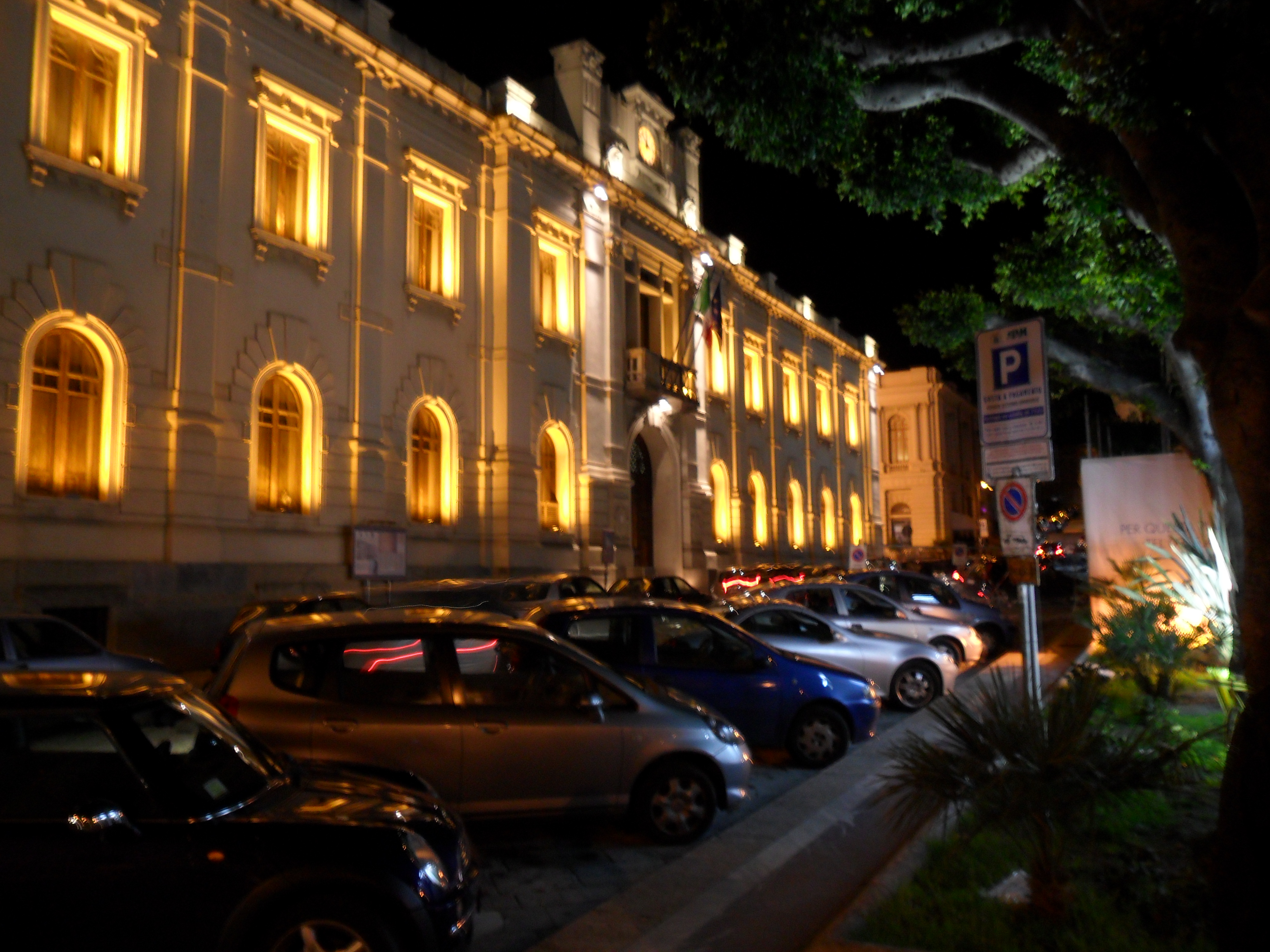
Ingresso Principale del Municipio illuminato
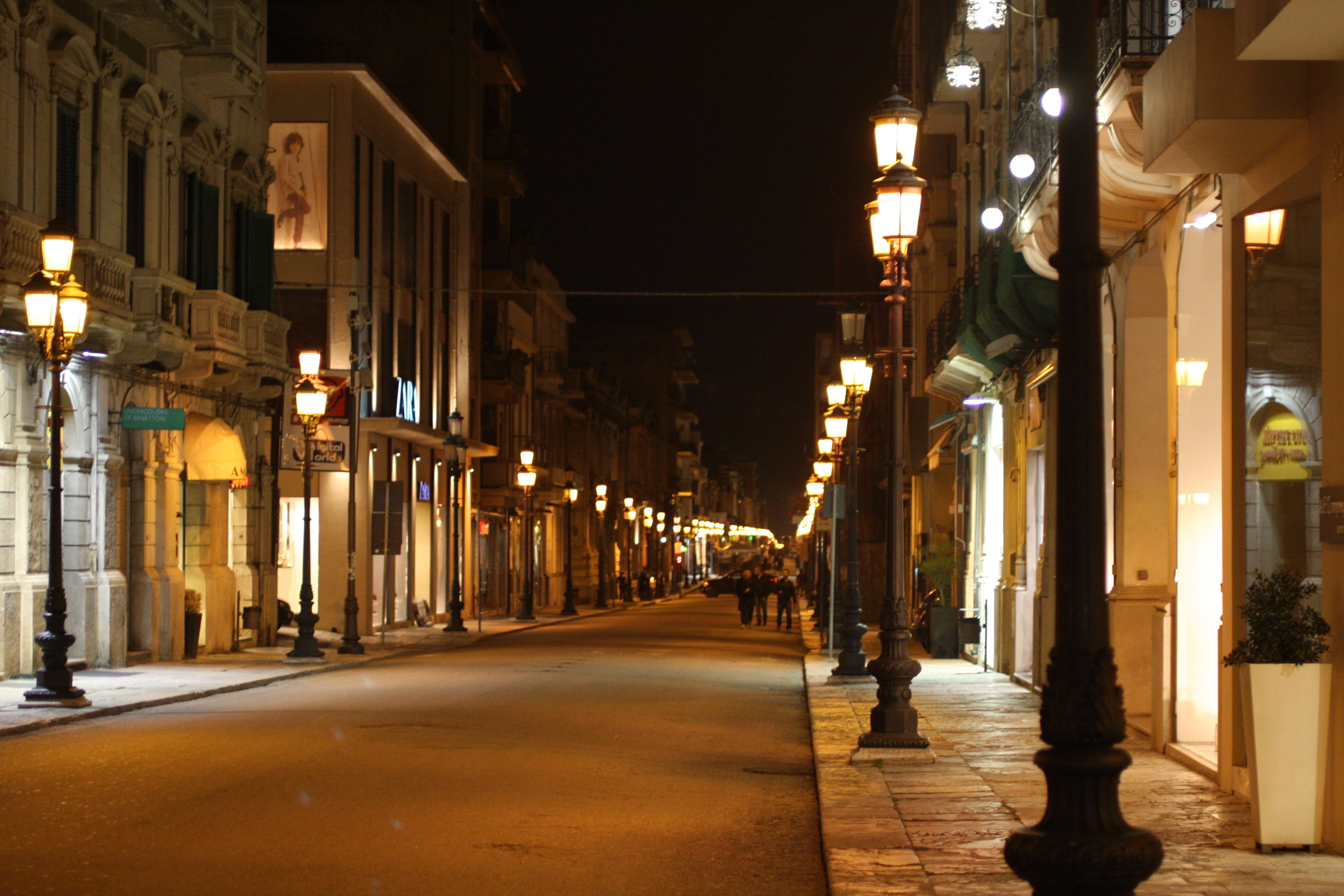
Scorcio notturno del corso
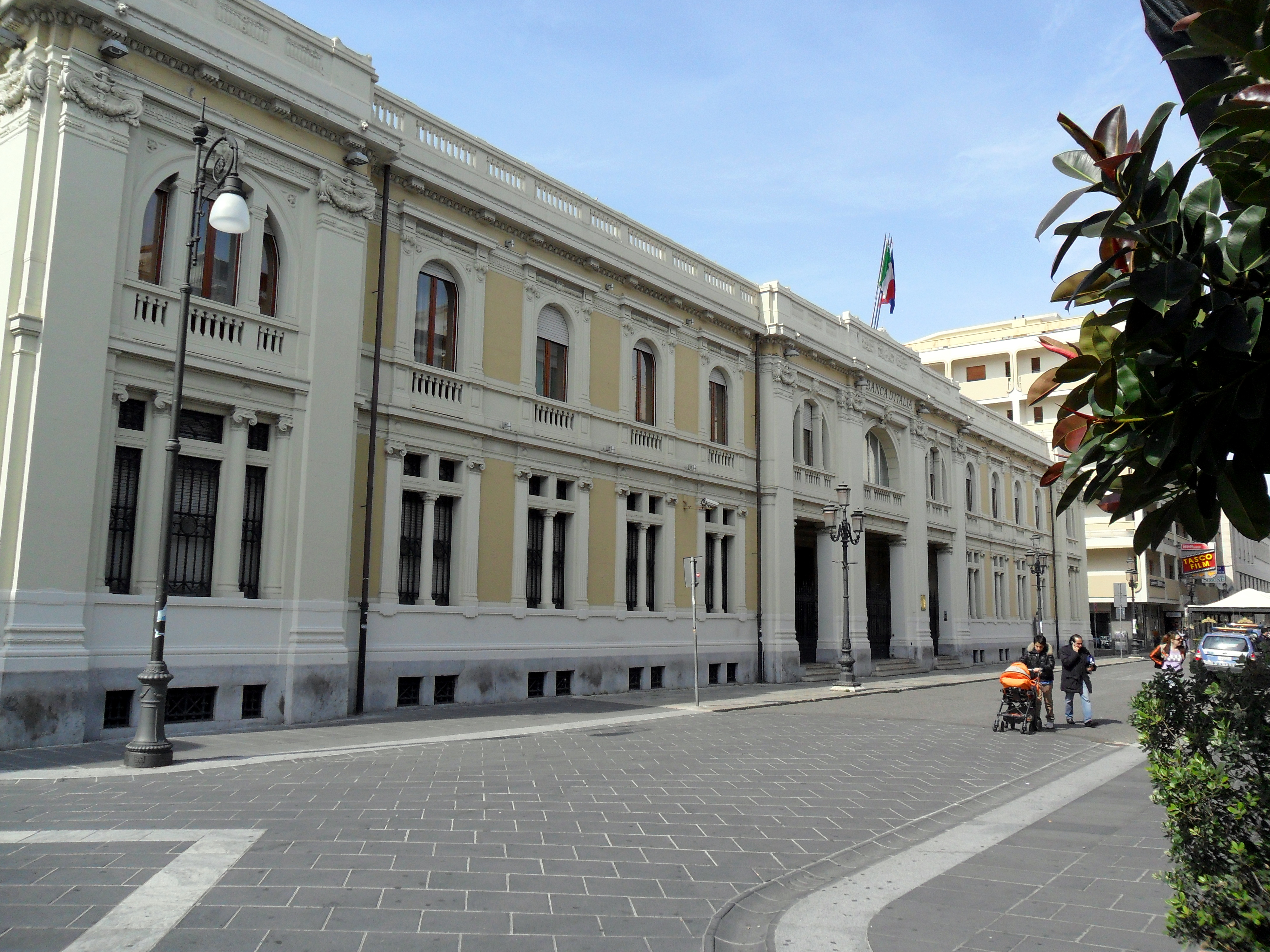
Prospetto della banca d'Italia sul corso
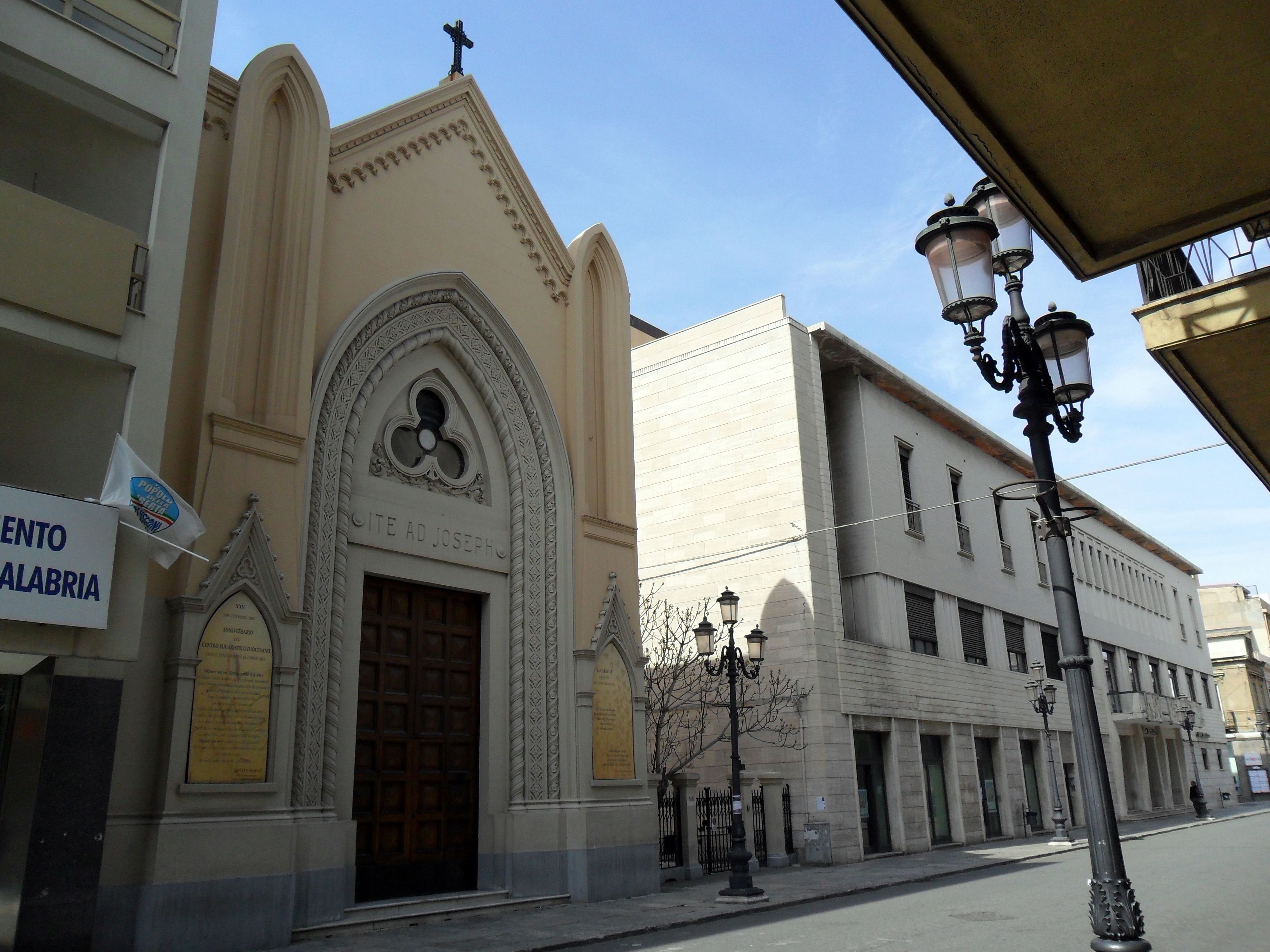
Chiesa di san Giuseppe
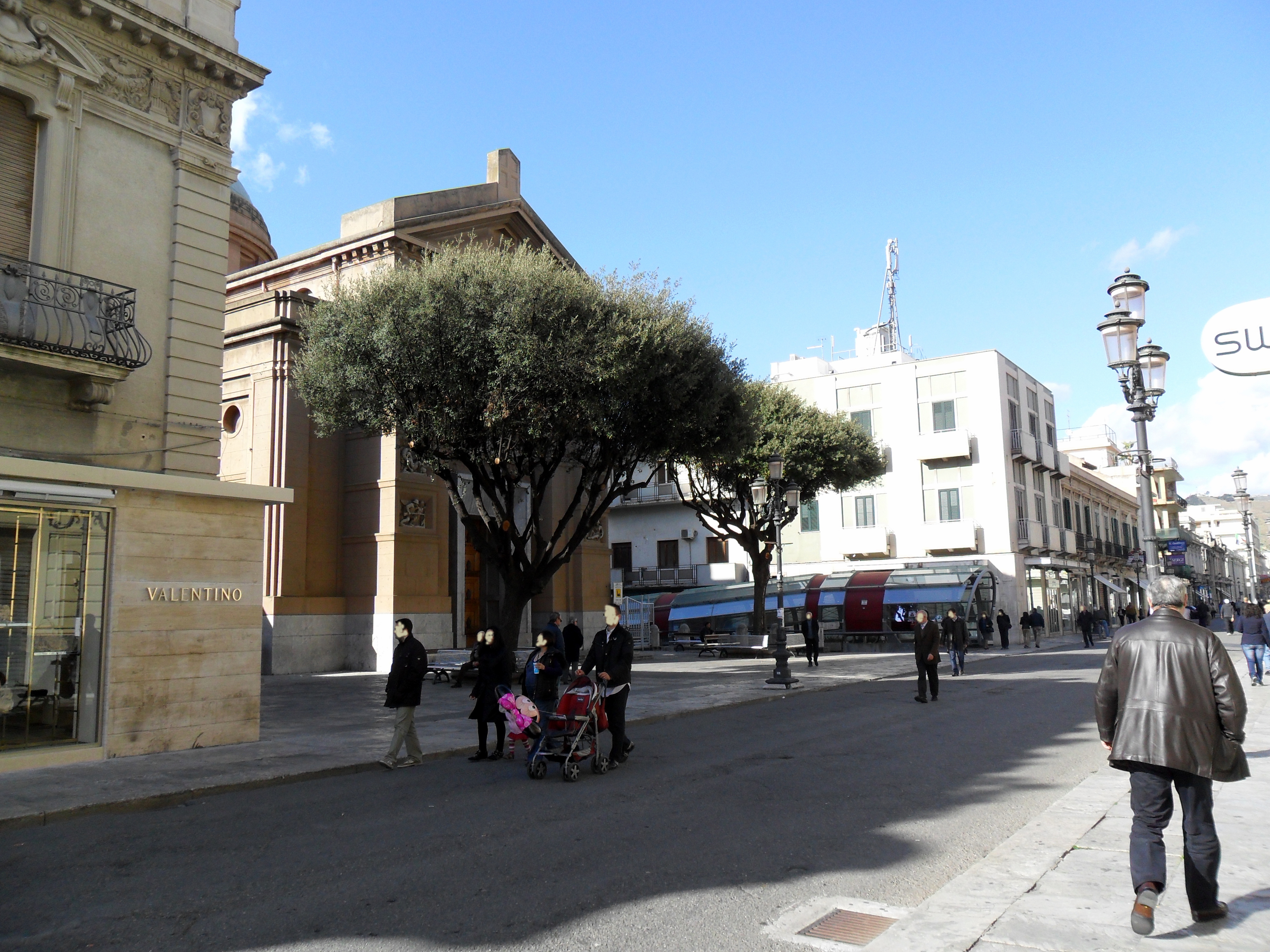
San Giorgio al Corso
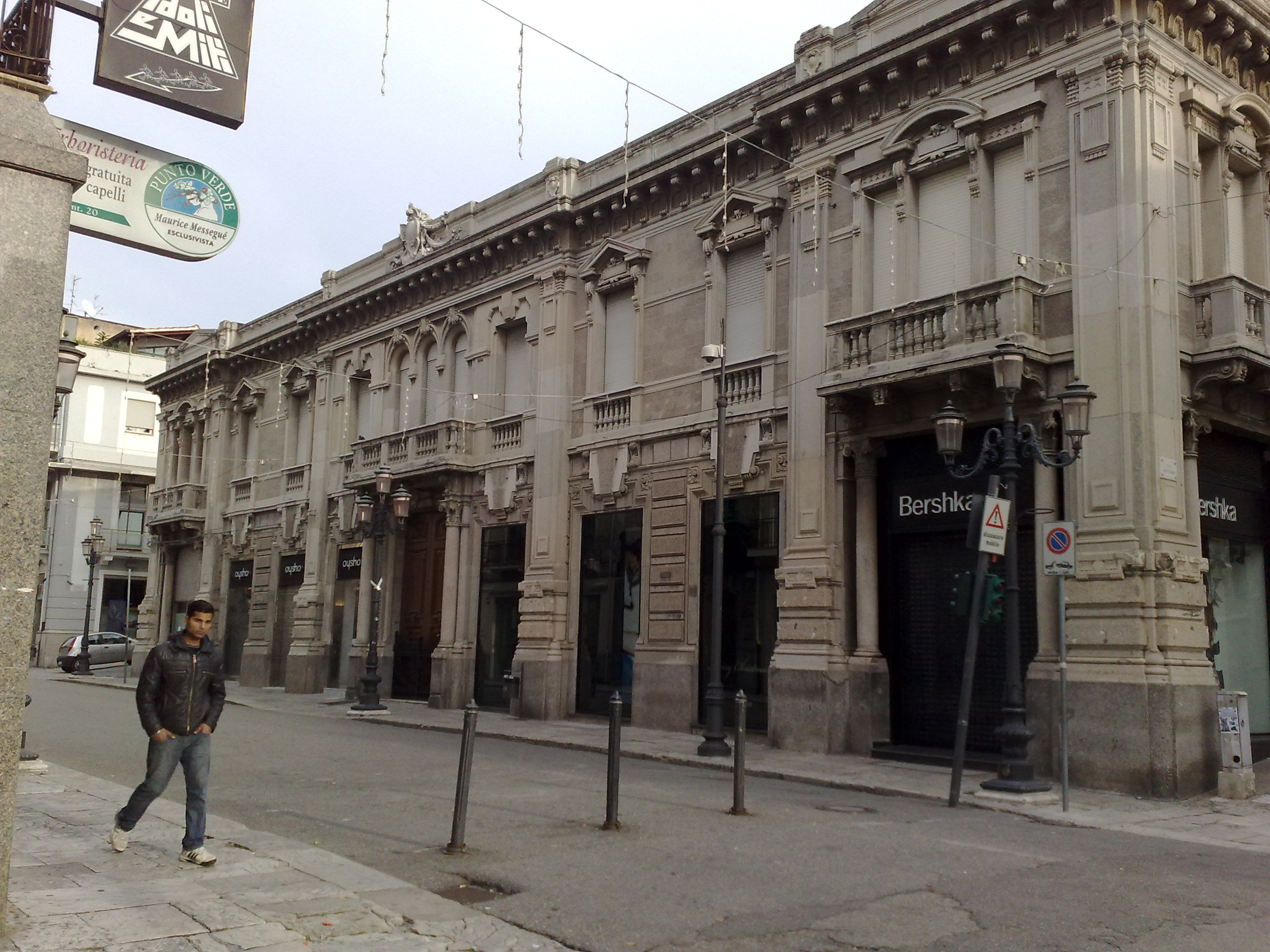
Un palazzo nobiliare
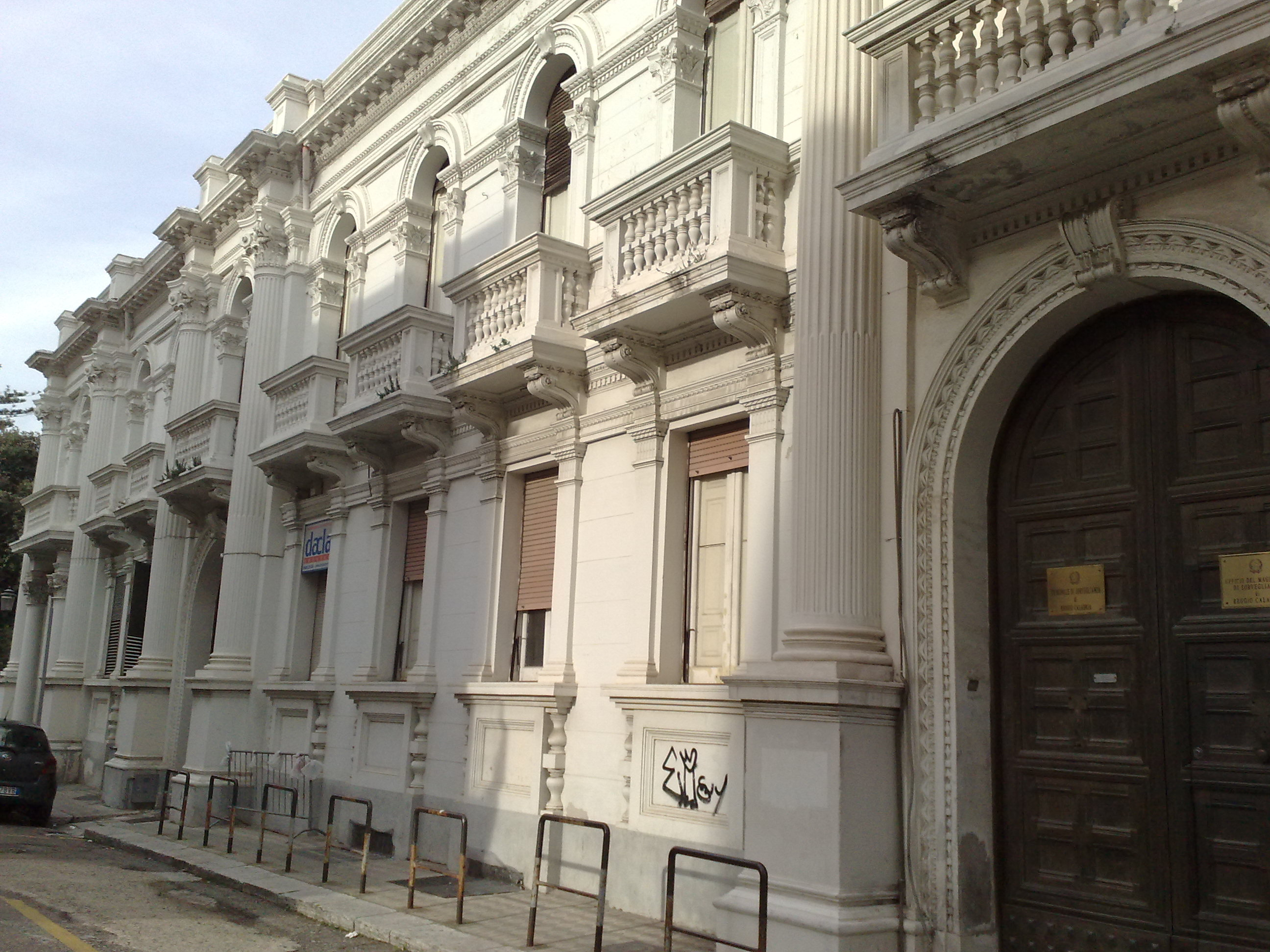
Palazzo neoclassico del Corso.
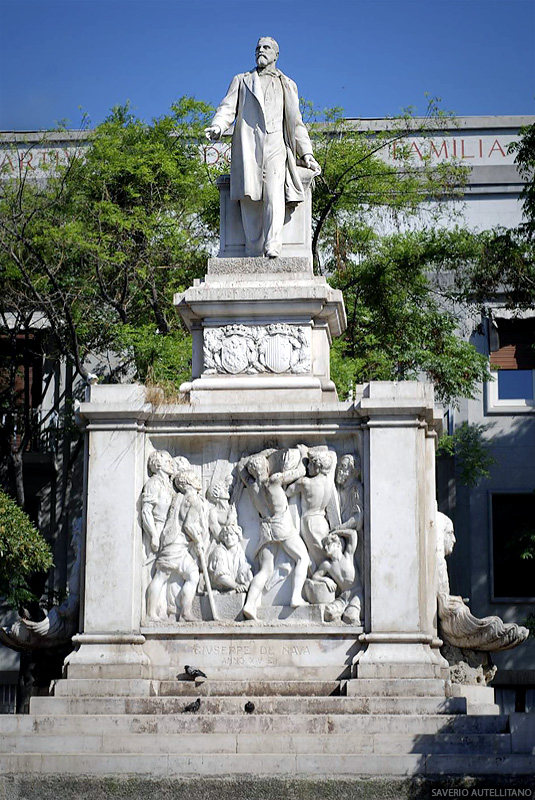
Monumento a Giuseppe De Nava.
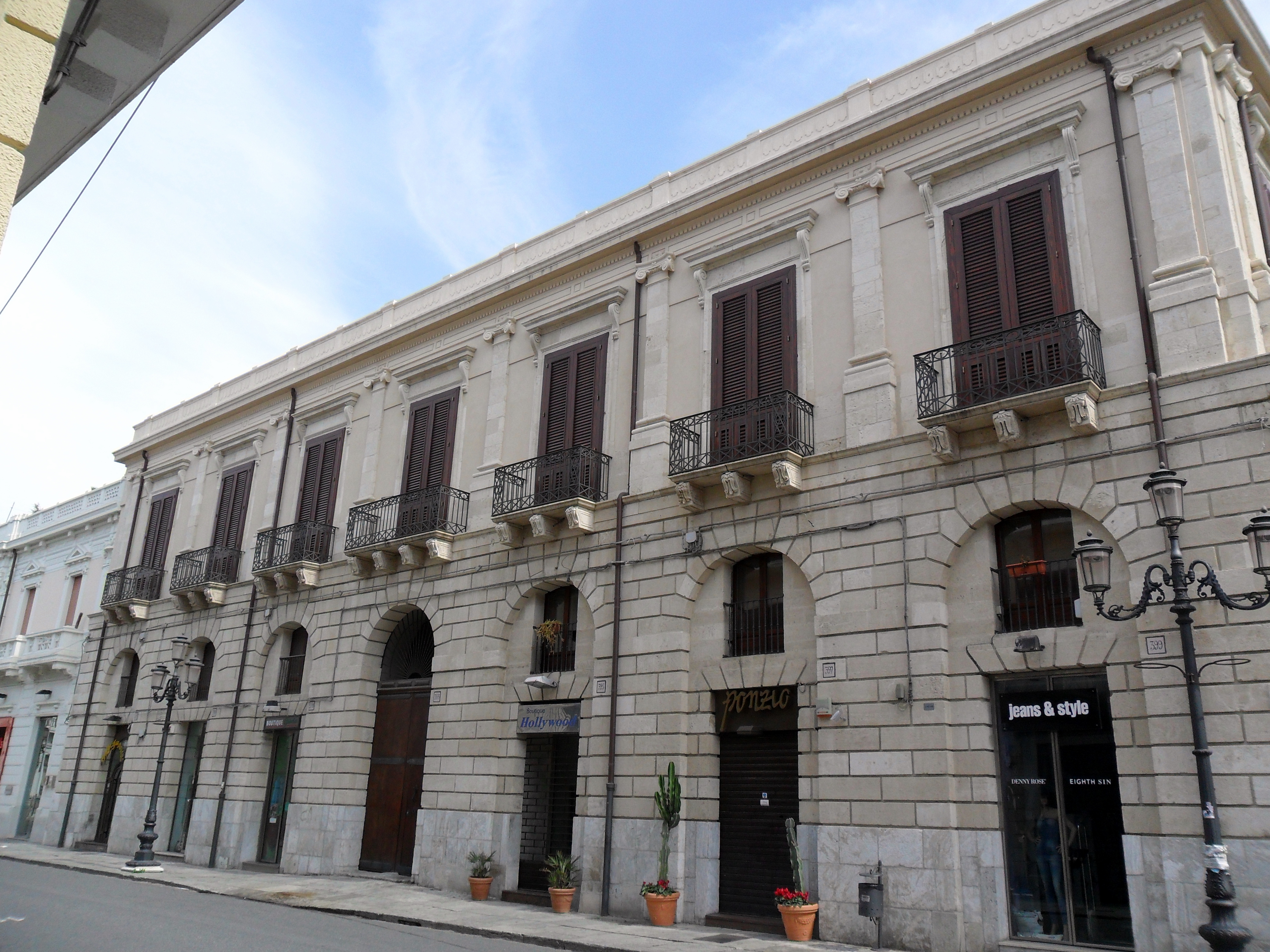
Palazzo Nesci.